# Cocker (álbum)
Cocker es el décimo álbum de estudio del músico británico Joe Cocker, publicado por la compañía discográfica Capitol Records en abril de 1986. El álbum, su segundo trabajo con Capitol, incluyó el sencillo «You Can Leave Your Hat On», popular tras su inclusión en el largometraje Nueve semanas y media. El álbum incluyó también una versión del tema de Marvin Gaye «Inner City Blues».
El álbum contó con un total de cinco productores diferentes, frente a los dos de Civilized Man, y fue grabado en diferentes estudios entre Londres, Memphis, Los Ángeles y Nueva York, en un intento de Capitol por repetir la fórmula que llevó al éxito a Tina Turner. El álbum también incluyó, por primera vez desde la grabación de Stingray, a la banda de gira de Cocker, que tocó en cinco canciones.
El lanzamiento de Cocker fue precedido del sencillo «Shelter Me», con la participación del guitarrista Cliff Goodwin y el saxofonista Mel Collins, que llegó al puesto once en la lista Hot Mainstream Rock Tracks de Billboard. El álbum fue dedicado a Marjorie Cocker, la madre del músico, que murió durante su grabación.

## Lista de canciones
1. "Shelter Me" (Nick DiStefano) – 5:36
2. "A to Z" (Tom Kimmel) – 4:21
3. "Don't You Love Me Anymore" (Albert Hammond, Diane Warren) – 5:25
4. "Living Without Your Love" (Michael Bolton, Doug James) – 4:09
5. "Don't Drink The Water" (Richard Feldman, Pat Robinson) – 3:25
6. "You Can Leave Your Hat On" (Randy Newman) – 4:14
7. "Heart of the Matter" (Ronald Miller, Billy Aerts) – 4:20
8. "Inner City Blues" (Marvin Gaye, James Nyx Jr.) – 5:51
9. "Love Is on a Fade" (Stephen Allen Davis, Dennis Morgan) – 4:04
10. "Heaven" (Terry Manning) – 4:32

## Personal
- Voz – Joe Cocker
- Guitarra – Neal Schon, Richie Zito, Eddie Martinez, Cliff Goodwin, Dann Huff
- Bajo – Vito San Filippo, Bernard Edwards, Randy Jackson, Arthur Barrow, Mike Moran
- Teclados – Mike Moran, Arthur Barrow, Jeff Lorber, Larry Marshall, Jeff Bova, Michael Boddicker, Howard Hersh
- Batería – Mike Baird, Anton Fig, Eric Parker
- Saxofón – Mel Collins, Joel Peskin, Andrew Love
- Trompeta – Steve Madaio
- Trombón  – Dick Hide
- Coros – Albert Hammond, Diane Warren, Curtis King, Maxine Green, Julia Tillman Waters, Leslie Smith, Joe Turano, Elesecia Wright, Maxine Waters

## Posición en listas
| País           | Lista                 | Posición |
| -------------- | --------------------- | -------- |
| Alemania       | Media Control Charts  | 4        |
| Austria        | Austrian Albums Chart | 15       |
| Estados Unidos | Billboard 200         | 50       |
| Noruega        | VG-lista Albums Chart | 5        |
| Nueva Zelanda  | Recorded Music NZ     | 48       |
| Países Bajos   | Dutch Top 40          | 20       |
| Suecia         | Swedish Albums Chart  | 20       |
| Suiza          | Swiss Albums Chart    | 3        |

| Sencillo     | País           | Lista                      | Posición |
| ------------ | -------------- | -------------------------- | -------- |
| «Shelter Me» | Estados Unidos | Billboard Hot 100          | 91       |
| «Shelter Me» | Estados Unidos | Hot Mainstream Rock Tracks | 11       |